# Franco Gandini
Franco Gandini (né le 27 juillet 1936 à Parme) est un coureur cycliste italien. Lors des Jeux olympiques de 1956 à Melbourne, il a remporté la médaille d'or de la poursuite par équipes avec Leandro Faggin, Valentino Gasparella et Antonio Domenicali. Cette équipe a établi un nouveau record olympique, en parcourant les quatre kilomètres en 4 min 37 s 4. Le précédent record appartenait à l'équipe de France victorieuse aux Jeux olympiques de 1936 en 4 min 41 s 8

## Palmarès

### Jeux olympiques
- Melbourne 1956
  -  Champion olympique de poursuite par équipes (avec Leandro Faggin, Valentino Gasparella et Antonio Domenicali)

### Championnats du monde
- Rocourt 1957
  -  Médaillé d'argent de la poursuite individuelle amateurs
- Paris 1958
  -  Médaillé de bronze de la poursuite individuelle professionnels

### Championnats nationaux
- 1957
  -  Champion d'Italie de poursuite amateurs[2]
  - 2e du championnat d'Italie de poursuite par équipes amateurs